# Communauté de communes Serre-Ponçon Val d’Avance
Die Communauté de communes Serre-Ponçon Val d’Avance ist ein französischer Gemeindeverband mit der Rechtsform einer Communauté de communes in den Départements Hautes-Alpes und Alpes-de-Haute-Provence in der Region Provence-Alpes-Côte d’Azur. Sie wurde am 28. Oktober 2016 gegründet und umfasst 16 Gemeinden. Der Verwaltungssitz befindet sich im Ort La Bâtie-Neuve. Eine Besonderheit ist die Département-übergreifende Struktur der Mitgliedsgemeinden.

## Historische Entwicklung
Der Gemeindeverband entstand mit Wirkung vom 1. Januar 2017 durch die Fusion der Vorgängerorganisationen
- Communauté de communes du Pays de Serre-Ponçon und
- Communauté de communes de la Vallée de l’Avance[3]

unter Abgang der Gemeinde Chorges von der Communauté de communes de la Vallée de l’Avance, die sich der neuen Communauté de communes Serre-Ponçon anschloss.

## Mitgliedsgemeinden
| Gemeinde                                         | Einwohner 1. Januar 2022 | Fläche km² | Dichte Einw./km² | Code INSEE | Postleitzahl | Département             |
| ------------------------------------------------ | ------------------------ | ---------- | ---------------- | ---------- | ------------ | ----------------------- |
| Avançon                                          | 418                      | 22,57      | 19               | 05011      | 05230        | Hautes-Alpes            |
| Bréziers                                         | 236                      | 30,35      | 8                | 05022      | 05190        | Hautes-Alpes            |
| Espinasses                                       | 792                      | 13,86      | 57               | 05050      | 05190        | Hautes-Alpes            |
| La Bâtie-Neuve                                   | 2.611                    | 27,99      | 93               | 05017      | 05230        | Hautes-Alpes            |
| La Bâtie-Vieille                                 | 325                      | 9,05       | 36               | 05018      | 05000        | Hautes-Alpes            |
| La Rochette                                      | 473                      | 10,34      | 46               | 05124      | 05000        | Hautes-Alpes            |
| Montgardin                                       | 481                      | 15,32      | 31               | 05084      | 05230        | Hautes-Alpes            |
| Piégut                                           | 208                      | 11,12      | 19               | 04150      | 05130        | Alpes-de-Haute-Provence |
| Rambaud                                          | 407                      | 10,71      | 38               | 05113      | 05000        | Hautes-Alpes            |
| Remollon                                         | 467                      | 6,45       | 72               | 05115      | 05190        | Hautes-Alpes            |
| Rochebrune                                       | 197                      | 12,37      | 16               | 05121      | 05190        | Hautes-Alpes            |
| Rousset-Serre-Ponçon                             | 168                      | 14,38      | 12               | 05127      | 05190        | Hautes-Alpes            |
| Saint-Étienne-le-Laus                            | 335                      | 8,66       | 39               | 05140      | 05130        | Hautes-Alpes            |
| Théus                                            | 230                      | 16,71      | 14               | 05171      | 05190        | Hautes-Alpes            |
| Valserres                                        | 285                      | 11,92      | 24               | 05176      | 05130        | Hautes-Alpes            |
| Venterol                                         | 226                      | 22,75      | 10               | 04234      | 05130        | Alpes-de-Haute-Provence |
| Communauté de communes Serre-Ponçon Val d’Avance | 7.859                    | 244,55     | 32               | –          | –            | –                       |